# Anton Walkes
Anton Walkes (London, 1997. február 8. – Miami, Florida, 2023. január 19.) angol labdarúgó, posztját tekintve hátvéd.

## Pályafutása
Walkes az angol fővárosban, Londonban született. Az ifjúsági pályafutását a helyi Tottenham Hotspur akadémiájánál kezdte.
2016-ban mutatkozott be a Tottenham Hotspur felnőtt csapatában. 2016. szeptember 21-én, a Gillignham ellen 5–0-ra megnyert ligakupamérkőzésen 80. percében csereként debütált. 2017-ben kölcsönben az amerikai Atlanta United csapatát erősítette, a klubnál összesen 21 mérkőzésen két gólt ért el. Először a 2017. március 6-ai, New York Red Bulls elleni mérkőzés 81. percében Leandro González Pírezt váltva lépett pályára. Első gólját 2017. július 5-én, a San Jose Earthquakes ellen 4–2-re megnyert mérkőzésen szerezte. A 2017–18-as szezon második felében a Portsmouthnál szerepelt szintén kölcsönben. Júliusban, a lehetőséggel élve a Portsmouthhoz szerződött. 2020 januárjában a Atlanta Unitedhez igazolt.
2021. december 14-én három éves szerződést kötött az újonnan alakult Charlotte együttesével. 2022. március 20-án, a New England Revolution ellen hazai pályán 3–1-es győzelemmel zárult bajnoki 86. percében, Karol Świderski cseréjeként debütált.
Anton Walkes 2023. január 19-én, 25 éves korában halt meg egy floridai hajóbaleset következtében. Walkest eszméletlenül találták meg a helyszínen, miután két csónak összeütközött szerda délután a Miami Marine Stadium közelében - közölte a Florida Fish and Wildlife Conservation Commission. A miami tűzoltók sikertelenül próbálták meg újraéleszteni.

## Statisztikák
| Klub                        | Szezon   | Osztály        | Bajnokság | Bajnokság | Kupa  | Kupa | Nemzetközi | Nemzetközi | Összesen | Összesen |
| Klub                        | Szezon   | Osztály        | Meccs     | Gól       | Meccs | Gól  | Meccs      | Gól        | Meccs    | Gól      |
| --------------------------- | -------- | -------------- | --------- | --------- | ----- | ---- | ---------- | ---------- | -------- | -------- |
| Tottenham Hotspur           | 2016–17  | Premier League | 0         | 0         | 1     | 0    | 0          | 0          | 1        | 0        |
| Atlanta United (kölcsönben) | 2017     | MLS            | 21        | 2         | 2     | 0    | —          | —          | 23       | 2        |
| Portsmouth (kölcsönben)     | 2017–18  | League One     | 12        | 1         | 0     | 0    | 0          | 0          | 12       | 1        |
| Portsmouth                  | 2018–19  | League One     | 25        | 1         | 10    | 0    | 0          | 0          | 35       | 1        |
| Portsmouth                  | 2019–20  | League One     | 11        | 0         | 8     | 1    | 0          | 0          | 19       | 1        |
| Portsmouth                  | Összesen | Összesen       | 48        | 2         | 18    | 1    | 0          | 0          | 66       | 3        |
| Atlanta United              | 2020     | MLS            | 17        | 0         | 0     | 0    | 3          | 0          | 20       | 0        |
| Atlanta United              | 2021     | MLS            | 33        | 2         | 0     | 0    | 3          | 0          | 36       | 2        |
| Atlanta United              | Összesen | Összesen       | 50        | 2         | 0     | 0    | 6          | 0          | 56       | 2        |
| Charlotte                   | 2022     | MLS            | 23        | 0         | 1     | 0    | —          | —          | 24       | 0        |
| Összesen                    | Összesen | Összesen       | 142       | 6         | 22    | 1    | 6          | 0          | 170      | 7        |

## Sikerei, díjai
Portsmouth
- EFL Trophy
  - Győztes (1): 2018–19

## Fordítás
Ez a szócikk részben vagy egészben  az   Anton Walkes című angol Wikipédia-szócikk fordításán alapul.  Az eredeti cikk szerkesztőit annak laptörténete sorolja fel. Ez a jelzés csupán a megfogalmazás eredetét és a szerzői jogokat jelzi, nem szolgál a cikkben szereplő információk forrásmegjelöléseként.